# ヒビキメロヲ
HIBIKIMELLOW（ヒビキメロヲ）は、男性5人によって構成される日本のロックバンド。

## 概要
メンバーはMANI（坂本真二郎）、土松勇姿、koto鎌倉、高橋、YOR。
2007年5月、幾度かのメンバーチェンジをした理由から前身バンドであるニライカナイより改名。バンド名であるHIBIKIMELLOW（ヒビキメロヲ）は響かせると言う意味の日本語と音色豊かな、熟したと言う意味のmellow（メロウ）英語を合わせた造語。なお、メロウの表記はメロヲとなっている。
歌を中心としたPUNK, METAL, POP, ROCKサウンドに津軽三味線が入るという独自のスタイルで都内を中心に活動していたが、2010年12月に解散。約4年弱の活動を終えたが、2014年6月に限定復活した。

## 来歴
2005年、前身バンド「ニライカナイ」1st.Album「キツネビ」をM-WAGON/avexよりリリースしデビュー。TOWER RECORDS新宿店ではメジャー総合チャートで15位、秋田店で3位。舞子スキー場CMタイアップに「プラマイゼロ思考」、スノーボードDVD「雪道〜YUKI-DO〜」BGMに「オクトパスアンガー」。年間100本以上のライブをこなし「キツネビ」ツアーファイナルにして初ワンマンライブを新宿MARZにてSOLD OUTした。
2007年になりメンバーチェンジ、新たな音楽性を理由にバンド名を「ヒビキメロヲ」に改名。イラストレーター茂本ヒデキチにバンドのロゴを依頼し渋谷O-WEST（現、TSTUAYA O-WEST）のライブにて発表。同年12月、1st.Album「ヒビキメロヲ」をアミューズソフトエンタテインメントよりリリースし再びデビュー。千葉TV白黒アンジャッシュEDソングに「ソラガアル」、セントレジャー舞子スノーリゾートCMタイアップに「SNOW WHITE」が決定。携帯サイト「モバゲータウン」クリエイター楽曲ロック部門にて「ソラガアル」全国1位を獲得した。
2008年「1st.Albumどうよ？」ツアーファイナルワンマンを新宿LOFTにてSOLD OUTした。その後、再び携帯サイト「モバゲータウン」クリエイター楽曲ロック部門にて、ライブでしか披露していない「PRESENT」3ヶ月連続全国1位獲得。同サイトの有名人ブログにて2万人の読者登録があった。その流れから「モバゲータウン」にてシングル曲「will」を先行配信リリース開始した。
2009年の2月、「will」シングルDVDをスターダストプロモーション（スターダストデジタル）より枚数限定で発売。1000枚をSOLD OUT。同年6月、宮城県仙台市で活動する4人組和太鼓奏者の族-Yakara-が発売するM's Japan Orchestraの1st.Album「J-BREEZE」に「族」、「ヒビキメロヲ」、津軽三味線奏者の「浅野祥」がコラボレーションした楽曲「天翔」が収録され全国発売された。その直後、Cho.Gt.である土松勇姿が脱退。当面はサポートメンバーを加えた体制での活動となった。
同年11月、「ヒビキメロヲ」から「HIBIKIMELLOW」へ。オリジナルメンバーで再始動すると発表するも、2010年12月、再び土松勇姿の脱退が発表され、同時に解散（オフィシャルサイトでは解放と表記された）が発表された。
その後、土松勇姿を除いたメンバーとサポートメンバーであった五十嵐広二でHYBRID HUMAN IDEOLOGYを結成。土松勇姿はソロ活動に専念する事となった。
2014年、年明けと共に同年6月15日吉祥寺SHUFFLEにて限定復活ライブを行う旨が発表された。韓国の友人バンドでもある「高句麗バンド」との2マンライブという形ではあるもチケットはSOLD OUT。満員の会場で復活を遂げた。

## メンバー
MANI（坂本真二郎）（まに）
ボーカル、三味線担当。3/15生まれ。島根県出身。
土松勇姿（つちまつゆうし）
コーラス、ギター担当。4/2生まれ。岐阜県出身。
koto鎌倉（ことかまくら）
ギター担当。12/19生まれ。千葉県出身。
高橋（たかはし）
ベース担当。10/22生まれ。北海道出身。
YOR（よう）
ドラムス担当。7/31生まれ。岡山県出身。
五十嵐広二（いがらしこうじ）*サポートギター
ギター担当。元spitfunkギター。大阪府出身。

## 作品
- 「ヒビキメロヲ」 ASIN B000XH1OSM